# Harald Müller (Politikwissenschaftler)

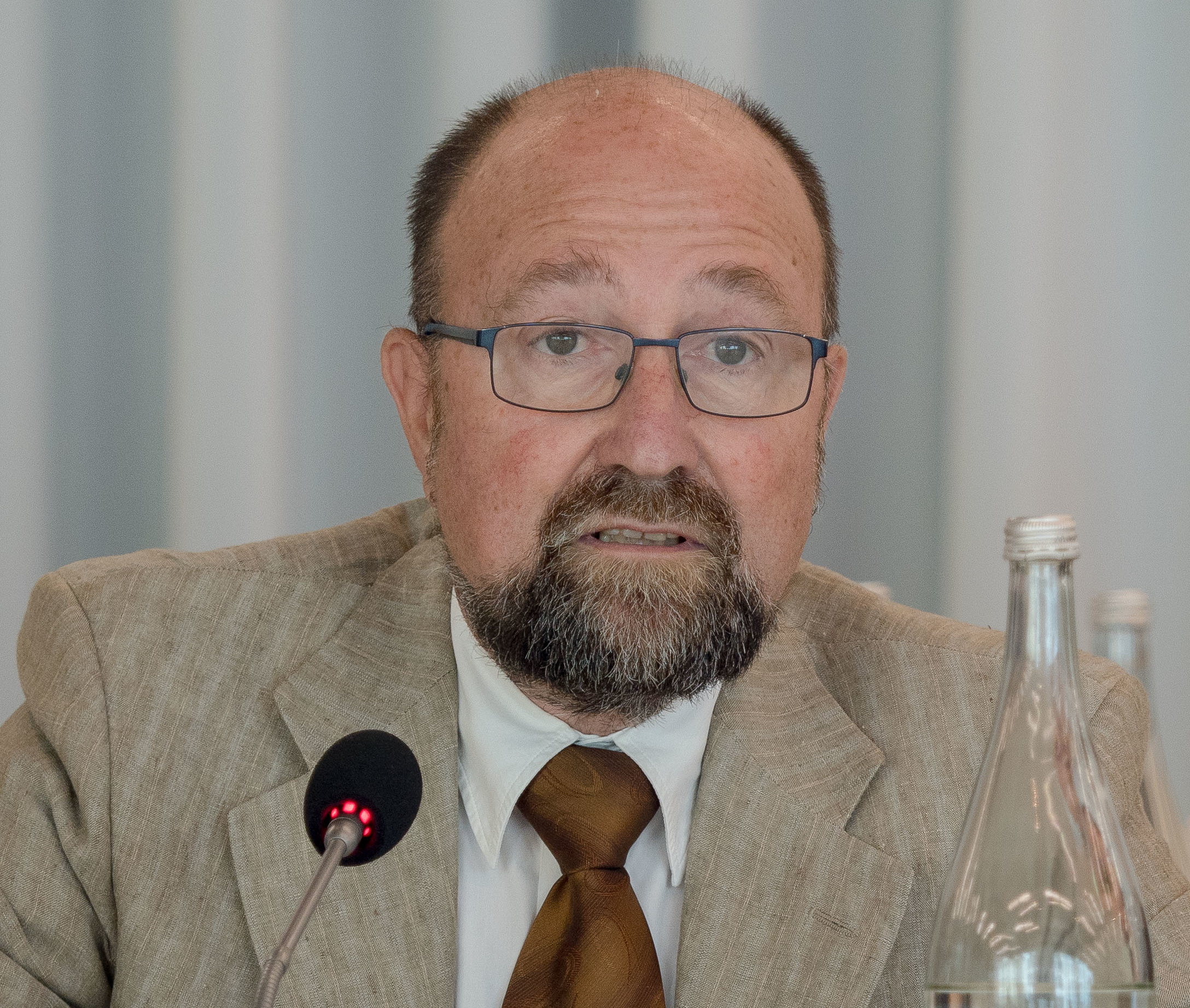
Harald Müller, 2018

Harald Müller (* 13. Mai 1949 in Frankfurt am Main) ist ein deutscher Politikwissenschaftler, Professor für internationale Beziehungen an der Johann Wolfgang Goethe-Universität in Frankfurt am Main und war bis Ende 2015 geschäftsführendes Mitglied des Leibniz-Instituts Hessische Stiftung Friedens- und Konfliktforschung (HSFK).

## Leben
Harald Müller studierte Germanistik, Soziologie, Philosophie und Politikwissenschaften an der Goethe-Universität in Frankfurt, wo er 1975 sein erstes Staatsexamen abschloss und 1981 promoviert wurde. In den Jahren 1994 bis 1998 war er als Privatdozent an der Technischen Universität in Darmstadt tätig. Darüber hinaus ist Müller Gastprofessor am „Center for international Relations“ der Johns Hopkins University in Bologna/Italien. Seit 1999 ist er Professor für Internationale Beziehungen an der Johann Wolfgang Goethe-Universität in Frankfurt mit dem Schwerpunkt Friedens- und Konfliktforschung.
Bereits ab dem Jahre 1976 arbeitet Harald Müller als wissenschaftlicher Mitarbeiter bei der HSFK, wo er seit Mitte der 1990er Jahre als Forschungsgruppenleiter beschäftigt ist und seit 1996 den Sitz des geschäftsführenden Vorstandsmitglieds einnimmt. Müllers Hauptforschungsgebiete sind Rüstungskontrolle und Abrüstung, zu denen er im Zuge seiner Arbeit bei der HSFK, eine Vielzahl von Berichten veröffentlicht hat.
Hinzu kommen eine Vielzahl politischer Tätigkeiten im Rahmen von Abrüstung, Sicherheit und internationalen Beziehungen. Harald Müller fungierte 1995 als Mitglied der deutschen Delegation bei der Überprüfungs- und Verlängerungskonferenz des Atomwaffensperrvertrags, sitzt seit 1999 im Beratungsausschuss zu Abrüstungsfragen des Generalsekretärs der Vereinten Nationen (ab 2004 Vorsitzender) und ist Co-Vorsitzender des Arbeitskreises „Friedens- und Konfliktforschung“ beim Planungsstab des Auswärtigen Amtes. Außerdem ist Müller seit dem Jahre 1994 (2002–2004 geschäftsführender) Mitherausgeber der Zeitschrift für internationale Beziehungen (ZIB), die ein wichtiger Bestandteil der Literaturauswahl für das politische Studium ist. Dies sind nur einige Projekte seiner Forschungstätigkeiten.
Müller ist ein Kritiker Samuel P. Huntingtons. In seinem Buch Das Zusammenleben der Kulturen stellt Müller einen Gegenentwurf zu Huntingtons Modell des Clash of Civilizations vor. Diesen Entwurf überarbeitet er im Kontext der Anschläge des 11. September in seinem 2003 erschienenen Buch Amerika schlägt zurück.
Im Jahr 2013 bekam Müller die Wilhelm-Leuschner-Medaille verliehen.
Ein enger Wegbegleiter und Mentor Müllers ist Ernst-Otto Czempiel.

## Demokratie im Krieg – Antinomien des demokratischen Friedens
In dem im Jahr 2004 erschienenen Text des Autors Harald Müller mit dem Namen Demokratien im Krieg – Antinomien des demokratischen Friedens wird der Widerstreit zweier entgegengesetzter Interpretationen der Idee des „demokratischen Friedens“ im Kontext der kriegerischen Auseinandersetzungen gegen sogenannte „Schurkenstaaten“ seit den terroristischen Anschlägen des 11. September 2001 beleuchtet.
Zu Anfang bezieht sich Müller dabei auf die kantschen Thesen zu Demokratie und Bürgertum, wie sie im Werk Zum ewigen Frieden formuliert werden. Daraus folgernd werde deutlich, dass Demokratien selten, oder nie Krieg gegeneinander führten. Darüber hinaus schaffe die Neigung der Demokratien, interdependente Wirtschaftsbeziehungen einzugehen und sich in Bindung internationaler Organisationen zu begeben, gemeinsame Interessen mit möglichen Feinden und eröffne Kommunikationskanäle und Kooperationsstrukturen, die bei der Beilegung von Konflikten helfen, lange bevor diese das Risikostadium gewaltsamer Auseinandersetzungen erreichten. Die Theorie des demokratischen Friedens präge mittlerweile zu einem erheblichen Grade das Selbstbild, Fremdbild und Feindbild der Öffentlichkeit und politischen Eliten innerhalb der Demokratien und liefere dabei das wesentliche Kriterium der Unterscheidung von Freund und Feind, mehr noch als im Kalten Krieg. Hierbei präge eine ideologische Frontlinie, die zwischen den aufgeklärten, christlich abendländischen, die Menschenrechte achtenden, liberalem, marktwirtschaftlicher Wohlfahrt zugewandten und moralisch extrem positiv besetzten „Wir“ und einem veralteten, menschenverachtenden, gelegentlich staatsdirigistischen und moralisch abgewerteten „Sie“. Müller konstatiert, dass jede uns bekannte moderne Gesellschaft ein signifikantes Maß an Gewaltpotential in sich trage, auch Demokratien. Die bereits benannte Wir-Sie-Unterscheidung werde im Ernstfall zum Mechanismus der Kanalisierung dieses Gewaltpotentials auf ein bestimmtes Objekt, wenn das Bündel, der dem „anderen“ zugeschriebenen Eigenschaften als hoch negativ, moralisch verwerflich, physisch gefährlich, in der konkreten weltpolitischen Realität von der „Achse des Bösen“ vertreten werde.
Der dichotomische Diskurs über die Schurkenstaaten trage somit die Rechtfertigung potentieller Gewaltanwendung in sich, die realisiert werden könne, sobald sich ein geeigneter Anlass finde. In tödlichen Auseinandersetzungen mit dem antidemokratischen Terrorismus und den Schurkenstaaten komme den USA als Führungsmacht des demokratischen Lagers hiernach das Recht und die Pflicht zu, auch ohne unmittelbare Bedrohung und Gefahr im Verzug einen Militärschlag zu beschließen und auszuführen, um heranwachsende Risiken im Keime zu ersticken. Die entsprechende Motivation, die sich in Interventionen und Krieg umsetzt, entspreche dabei dem genuin demokratischen Selbstbewusstsein. Müller vertieft, dass es in Demokratien sicherheitspolitische Eliten gebe, deren Weltbilder wesentlich stärker von Feindbildern und militärischem Denken geprägt seien als die der Durchschnittsmenschen. Darüber hinaus gebe es rüstungswirtschaftliche Interessen, denen zumindest Rüstung, gelegentlich auch die militärische Auseinandersetzung gelegen komme. Hierbei sei die Erkenntnis wichtig, dass Demokratien Pluralität voraussetzen, in welcher auch Diskurspositionen, Ideologien und Interessen, die von denen bei Kant unterstellten Durchschnittspräferenzen abweichen, auftreten können.
Gerade die Irak-Krise habe die offenkundige Distanz aufgezeigt, die zwischen Regierungen und Völkern in einigen Demokratien in der Frage zu bestehen schien, ob und unter welchen Umständen Krieg gerechtfertigt sei. Mit anderen Worten: Die kantsche Prognose über die Einstellungen und der Bürger treffe somit auf die öffentliche Meinung in den Demokratien ganz überwiegend zu und zwar über die trennenden Linien der teils antagonistischen Regierungspositionen hinweg.
Die Struktur des internationalen Systems verhelfe zu erklären, warum die USA glauben konnten, sie könnten mit ihrer Strategie erfolgreich sein. Sie könne jedoch nicht erklären, warum die USA gerade diese Strategie gewählt haben. Insgesamt könne die Irak-Krise daher als ein hochbrisanter, wenn auch nicht intendierter Test der Theorie vom demokratischen Frieden gewertet werden.

## Gläserne Labors? Möglichkeiten der Rüstungskontrolle in Forschung und Entwicklung
Der im Jahr 1995 herausgegebene Report der hessischen Stiftung zur Friedens- und Konfliktforschung untersucht, ob es möglich ist, Entscheidungskriterien für die Beurteilung von Technologien zu finden und damit Rüstungskontrolle bereits in einem frühen Stadium, dem der Forschung und Entwicklung (FuE), zu ermöglichen.
Der Report basiert auf der Annahme, dass die Entwicklung militärischer Technologien in Konfliktformationen eingebettet ist, und dass der technologische Fortschritt seinerseits diese Konfliktformationen beeinflussen kann. Diese sind wiederum abhängig von dem Rang, der sich durch die aktuellen und potentiellen militärischen Fähigkeiten bestimmt, und der regionalen Zuordnung der beteiligten Konfliktparteien.
Vorgestellte Beispiele für Militärtechnologien, die sich im FuE-Stadium befinden oder zu denen FuE stattfindet, obwohl sie bereits einsatzreif beziehungsweise bereits eingesetzt worden sind. Technologien mit Relevanz für Kernwaffenentwicklung sowohl in Schwellenländern als auch in Kernwaffenstaaten, neuartige Kernwaffen, nuklearbetriebene Strahlenwaffen, Chemiewaffen, biologische Waffen, Raketen, Raketenabwehrtechnologie, Technologien mit Relevanz für Aufklärung, Datenintegration, Zielerfassung, Feuerleitung, Schlachtfeldkontrolle und Feuerkraft, elektronische Kriegführung und nicht tödliche Kriegsführung. Die Auswahl beruht auf der Annahme, dass durch inkrementale Weiterentwicklungen eine erhebliche quantitative, wenn nicht qualitative Leistungssteigerung zu erwarten ist und dass sie bereits im Horizont militärischer Langzeitplanung stehen.
Die Stiftung gliedert den Report in fünf Teile, die sich mit der Beschreibung des strategischen Umfelds, kritischen Technologien, Probleme rüstungspolitischer Maßnahmen im FuE-Bereich, Kriterien für die Rüstungskontrolle im Stadium von FuE und institutionellen Überlegungen befassen.
Der erste Teil des Reports gibt einen Überblick über die gegenwärtige und in naher und mittlerer Zukunft (Stand 1995) zu erwartende globale strategische Lage. Der Schwerpunkt liegt auf der Analyse von Konfliktformationen, in denen die Gefahr gewaltsamer Auseinandersetzungen besteht.
Der zweite Teil vermittelt einen selektiven exemplarischen Überblick über wichtige Militärtechniken, die sich im FuE-Stadium befinden. Einige dieser Techniken sind bereits einsatzreif bzw. bereits eingesetzt worden, jedoch ist durch inkrementale Weiterentwicklungen eine erhebliche quantitative, wenn nicht qualitative Leistungssteigerung zu erwarten. Der dritte Teil thematisiert die Problematik, wie wissenschaftliche Entwicklungen zu erfassen und zu beurteilen sind, deren mögliche militärische Anwendung gegenwärtig (1995) jenseits des Planungshorizonts liegt. Dabei diskutiert er das Verhältnis von wissenschaftlich technischer Entwicklung und ziviler und militärischer Anwendung.
Der vierte Teil greift auf die Befunde des ersten zurück und bemüht sich um eine Vorklärung der Frage, welche Kriterien Rüstungskontrolle – vor allem FuE-Rüstungskontrolle – nach dem Ende der weltpolitischen Bipolarität anwenden sollte.
Der letzte Teil stellt einige praktische Möglichkeiten vor, institutionelle Voraussetzungen für FuE-Rüstungskontrolle zu schaffen. Schlaglichtartig werden Optionen auf nationaler, internationaler und nichtgouvernmentaler Ebene beleuchtet.

## Geißel der Zivilgesellschaft – Die Landminenkrise als Herausforderung für die Abrüstung
Der im Jahr 1997 von der hessischen Stiftung zur Friedens- und Konfliktforschung herausgegebene Report behandelt die Thematik der Landminenkrise. Im ersten Teil ist ein umfassender Problemaufriss enthalten, während im zweiten verschiedene Initiativen und Lösungsversuche aufgezeigt werden.
Bis kurz vor der Erscheinung des Reports galt die Minenthematik als Teil des humanitären Völkerrechts, das heißt der Regelung für Minen zu schaffen, fand im II. Protokoll der Konvention über besonders inhumane Waffen von 1980 statt. Ein Vorstoß, über eine Überprüfung der Konvention zu einem vollständigen Verbot von Antipersonenminen zu gelangen, scheiterte 1996. Diejenigen Staaten, die auf derartige Waffen nicht verzichten wollten, setzten so viele „Schlupflöcher“ durch, dass die interessierten Nicht-Regierungsorganisationen und zahlreiche Regierungen die Notwendigkeiten erkannten, einen alternativen Weg zu beschreiten. Drei derartige Unternehmungen waren im Gange: Eine Gruppe von mehr als hundert Staaten strebte im sogenannten „Ottawa-Prozess“ nach Abschuss eines Vertrages bis Ende 1996, der ein völliges Verbot der Produktion, der Lagerung, des Einsatzes und des Exports von Antipersonenminen erhalten soll. Zahlreiche wichtige Minenproduzenten und -nutzer, darunter China, Indien Russland, Israel, Syrien, Griechenland, Türkei und Finnland, sowie Nord- und Südkorea, standen allerdings abseits. Nach Abschluss der Vertragstextverhandlungen für die Ottawa-Konvention im September in Oslo haben die USA endgültig erklärt, diesen Vertrag nicht zu unterzeichnen, da ihre Forderung nach Ausnahmeregelung von der Mehrheit der Verhandlungsteilnehmer abgelehnt worden war.
Die hessische Stiftung zur Friedens- und Konfliktforschung schließt den Report mit dem Fazit, dass parallel zu den begonnenen Verhandlungen die Mittel für die Minenräumung aufzustocken sein. Darüber hinaus müsse die Minenräumung selbst ein Teil der Verpflichtungen in den entstehenden Vertragswerken werden. Schließlich müsse die Einsicht wachsen, dass mit einer Beschränkung der finanziellen Unterstützung auf die reine Minenräumung den Menschen in den Krisenregionen nicht ausreichend geholfen sei: Den vielen Minenopfern müsse eine sinnvolle Perspektive geboten werden. Rehabilitations- und Wiederaufbauprogramme gehören ebenso dazu wie Hilfestellung bei der Errichtung einer politischen Infrastruktur.

## Werke
- Weltmacht Indien: Wie uns der rasante Aufstieg herausfordert. Fischer, Frankfurt am Main 2006, ISBN 3-596-17371-X.
- mit Una Becker und Carmen Wunderlich: Impulse für das Biowaffenregime. Ein provisorischer Compliance-Mechanismus als Schritt aus der Sackgasse. HSFK-Report Nr. 7/2005, Frankfurt am Main 2005, ISBN 3-937829-20-2.
- Vertrag im Zerfall?. Die gescheiterte Überprüfungskonferenz des Nichtverbreitungsvertrags und ihre Folgen. HSFK-Report Nr. 4/2005, Frankfurt am Main 2005, ISBN 3-937829-17-2.
- Demokratien im Krieg – Antinomien des demokratischen Friedens. In: Christine Schweitzer (Hrsg.): Demokratien im Krieg. Nomos-Verlag-Ges., Baden-Baden 2004, ISBN 3-8329-0754-8.
- Amerika schlägt zurück. Die Weltordnung nach dem 11. September. Fischer, Frankfurt am Main 2003, ISBN 3-596-15774-9.
- Früherkennung von Rüstungsrisiken in der Ära der „militärisch-technischen Revolution“. Ein Register für militärische Forschung und Entwicklung. HSFK-Report Nr. 7/2000, Frankfurt am Main 2000, ISBN 3-933293-33-2.
- Macht und Ohnmacht. Deutsche Außenpolitik vor dem Ende? Alfred Herrhausen Gesellschaft, Frankfurt 1998
- Das Zusammenleben der Kulturen. Ein Gegenentwurf zu Huntington. Fischer, Frankfurt am Main 1998, ISBN 3-596-13915-5.
- mit Berthold Meyer und Hans-Joachim Schmidt: NATO 96: Bündnis im Widerspruch. HSFK-Report Nr. 3/1996, Frankfurt am Main 1996, ISBN 3-928965-69-7.
- mit Johannes Preisinger: Non-Proliferation auf dem Prüfstand. Die Verlängerung des Nichtverbreitungsvertrags und die Zukunft des Nichtverbreitungsregimes. HSFK-Report Nr. 3/1995, Frankfurt am Main 1995, ISBN 3-928965-53-0.

## Aufsätze (Open Access)
- Zwischen Macht und Gerechtigkeit : Zustand und Perspektiven des nuklearen Nichtverbreitungsregimes., Politische Vierteljahresschrift 49 (3), 2008, 425-437
- Parlamentarisierung der Weltpolitik : ein skeptischer Warnruf., in: Regina Kreide/Andreas Niederberger (Hrsg.), Transnationale Verrechtlichung. Nationale Demokratien im Kontext globaler Politik, Frankfurt a. M. 2008
- Der „demokratische Frieden“ und seine außenpolitischen Konsequenzen., Aus Politik und Zeitgeschichte 43/2008, 41-46